# Szinetár Dóra
Szinetár Dóra (Budapest, 1976. december 17. –) Jászai Mari-díjas magyar színésznő, énekesnő.

## Családja
Művészcsaládba született, édesapja Szinetár Miklós Kossuth-díjas rendező, édesanyja Hámori Ildikó Kossuth-díjas színésznő, bátyja Szinetár Gábor.
Első férje Lőcsei Jenő Liszt Ferenc-díjas balett-táncos, második férje Bereczki Zoltán színész volt, akitől szintén elvált. 2015 júniusában férjhez ment Makranczi Zalánhoz.
Három gyermeke van: Lőcsei Márton (1996), Bereczki Zorka Veronika (2007) és Makranczi Benjámin (2017). Legkisebb gyermeke Down-szindrómával született.

## Életpályája
Általános iskolai tanulmányait a Leövey Klára Ének-zene Tagozatos Általános Iskolában végezte. Ezután 1990–1995 között a Magyar Táncművészeti Főiskola néptánc-színpaditánc tagozatán tanult. Tizenhárom évesen lett ismert első, Dóra című albumával, melyről a Buli után a takarítás lett a legismertebb dal. Ezt a Mindenhol című lemez követte 1991-ben. Később különböző budapesti tánciskolákban klasszikus balettet, szteppet, akrobatikát, Limónt és Graham-modern technikákat tanult. 1995–1996 között a szolnoki Szigligeti Színház tagja, 1996-tól szabadfoglalkozású volt. 2001-től 2012-ig a Budapesti Operettszínház tagja, majd szabadúszó lett. 2014-ben Lőrinczy György hívására visszatért a színházba, ahonnan 2020-ban ismét távozott. 2020-2021 között a Thália Színház tagja volt.
Egyike volt a Budapesti Operett Színház tagjaiból alakult Operett Angyalai formációnak (további tagok: Janza Kata, Siménfalvy Ágota, Kékkovács Mara). Színész diplomát a Színészkamarától kapott, 1994-ben, Vámos László, Jordán Tamás és Törőcsik Mari ajánlására.
Tizennégy éves kora óta éneket tanul Vályi Éva és Toldy Mária tanárnőknél, 1999 óta Kővári Juditnál, 2014 óta Magyar Hajnalnál. A beszédtanára Ságodi Gabriella volt.

## Hanghordozók
- Dóra (1990; MAHASZ Top 40 #1)
- Mindenhol (1991; MAHASZ Top 40 #17)
- Légy jó mindhalálig (1991)
- Anna Karenina (1994)
- Presser–Adamis: Képzelt riport egy amerikai popfesztiválról (1998)
- Mozart! (2003)
- Rómeó és Júlia (2004)
- Mindhalálig musical (2005)
- Musical Duett (2007; MAHASZ Top 40 #1)
- Musical Duett2 (2008. április)
- Baba-lemez (2008)
- Musical duett koncertlemez (2009)
- Dívák és szerelmek (2009)
- Duett Karácsony (2009. november)
- Rebecca – A Manderley-ház asszonya (2010. május)
- Árnyacska, szörnyecske (2013)
- Újratervezés (2016)
- Felhőmesék (2019)

## Színházi szerepei
| Darab                              | Szerep                                 | Színház                     | Bemutató             | Forrás |
| ---------------------------------- | -------------------------------------- | --------------------------- | -------------------- | ------ |
| A Mizantróp                        | Céliméne, Alceste szerelmese (2013-ig) | Spirit Színház              | 2012. június 27.     | [ 11 ] |
| A muzsika hangja                   | Liesl                                  | Fővárosi Operettszínház     | 1992. december 11.   | [ 12 ] |
| A nyomorultak                      | A gyermek Cosette                      | Szegedi Szabadtéri Játékok  | 1987. augusztus 14.  | [ 13 ] |
| A nyomorultak                      | Kis Cosette                            | Rock Színház                | 1987. szeptember 11. | [ 14 ] |
| A nyomorultak                      | Eponine                                | Madách Színház              | 1999. november 20.   | [ 15 ] |
| A padlás                           | Kölyök, szellem, 530 éves (2001-2008)  | Vígszínház                  | 1988. január 29.     | [ 16 ] |
| A Szépség és a Szörnyeteg          | Belle, a Szépség                       | Budapesti Operettszínház    | 2005. március 18.    | [ 17 ] |
| Anna Karenina                      | Kitty Scserbackaja                     | Rock Színház                | 1994. január 21.     | [ 18 ] |
| Anna Karenina                      | Kitty Scserbackaja                     | Ferencvárosi Ünnepi Játékok | 2000. július 13.     | [ 19 ] |
| Annie                              | Grace Farell                           | Thália Színház              | 1998. április 7.     | [ 20 ] |
| Chicago                            | Roxie Hart                             | Miskolci Nemzeti Színház    | 2012. október 19.    | [ 21 ] |
| Cigánykerék                        | Judit, tanítónő                        | József Attila Színház       | 2014. október 4.     | [ 22 ] |
| Egy bolond százat csinál           | Elly, amerikai lány                    | Budapesti Operettszínház    | 1999. május 29.      | [ 23 ] |
| Ének az esőben                     | Lina Lamont                            | Szegedi Szabadtéri Játékok  | 2016. augusztus 12   | [ 24 ] |
| Én és a kisöcsém                   | Kelemen Kató – Vadász Frigyes          | Budapesti Operettszínház    | 2015. március 13     | [ 25 ] |
| Funny Girl                         | Fanny Brice                            | Budapesti Operettszínház    | 2001. szeptember 28. | [ 26 ] |
| Helló! Igen?!                      | Az ifjú feleség                        | Budapesti Operettszínház    | 2004. április 30.    | [ 27 ] |
| Holdbéli csónakos                  | Pávaszem, Jégapó leánya                | Nemzeti Színház             | 2003. október 17.    | [ 28 ] |
| Koldusopera                        | Polly Peachum                          | Budapesti Operettszínház    | 2010. december 3.    | [ 29 ] |
| Lady Budapest                      | Éva                                    | Budapesti Operettszínház    | 2016. október 21.    | [ 30 ] |
| Légy jó mindhalálig                | Nyilas Misi                            | Gyulai Várszínház           | 1991. augusztus 3.   | [ 31 ] |
| Légy jó mindhalálig                | Nyilas Misi                            | Arizona Színház             | 1991. szeptember 24. | [ 32 ] |
| Lili bárónő                        | Lili                                   | Soproni Petőfi Színház      | 2002. szeptember 20. | [ 33 ] |
| Miss Saigon                        | Kim                                    | Rock Színház                | 1994. augusztus 12.  | [ 34 ] |
| Mozart!                            | Constanze                              | Budapesti Operettszínház    | 2003. március 22.    | [ 35 ] |
| My Fair Lady                       | Eliza Doolittle                        | Hevesi Sándor Színház       | 1998. október 9.     | [ 36 ] |
| Oliver!                            | Nancy                                  | Madách Színház              | 1997. december 20.   | [ 37 ] |
| Párbajhős                          | Sara Melody                            | Budapesti Kamaraszínház     | 2001. november 24.   | [ 38 ] |
| Rebecca – A Manderley-ház asszonya | 'Én'                                   | Budapesti Operettszínház    | 2010. március 19.    | [ 39 ] |
| Rómeó és Júlia                     | Júlia                                  | Budapesti Operettszínház    | 2004. január 23.     | [ 40 ] |
| Shrek a musical                    | Fiona                                  | Papp László Sportaréna      | 2016. május 29.      | [ 41 ] |
| Sors bolondjai                     | Bonnie Sparks                          | Madách Színház              | 2000. június 16.     | [ 42 ] |
| Tévedések Vígjátéka                | Luciana                                | Szegedi Szabadtéri Játékok  | 2015. augusztus 2.   | [ 43 ] |
| Tévedések Vígjátéka                | Luciana                                | Szegedi Szabadtéri Játékok  | 2016. augusztus 27   | [ 44 ] |
| Üvöltő szelek                      | Catherine Linton (Catherine)           | Művész Színház              | 1993. október 29.    | [ 45 ] |
| Valahol Európában                  | Éva                                    | Szegedi Szabadtéri Játékok  | 1995                 |        |
| Valahol Európában                  | Éva                                    | Budapesti Operettszínház    | 1994. szeptember 20. | [ 46 ] |
| Valahol Európában                  | Éva                                    | Városmajori Színpad         | 2006. augusztus 29.  | [ 47 ] |
| Vízkereszt, vagy amit akartok      | Olivia, gazdag grófnő                  | Szigligeti Színház          | 1996. február 2.     | [ 48 ] |
| West Side Story                    | Maria, Bernardo húga                   | Szigligeti Színház          | 1995. szeptember 29. | [ 49 ] |
| West Side Story                    | Akárkié                                | Budapesti Operettszínház    | 2002. október 4.     | [ 50 ] |

## Filmjei

### Játékfilmek
- Laurin (német–magyar koprodukció) – Laurin R.: Robert Sigl, 1989

### Tévéfilmek
- Isten teremtményei (1986)
- Cirkusz (MTV prod.) – Éva R.: Szántó Erika, 1993
- Velem mindig történik valami (2003)
- Munkaügyek (2014)
- Gólkirályság (2023–)

## Szinkronjai
- Óz, a csodák csodája – Dorothy Gale (Judy Garland)
- The Doors – Pamela Courson (Meg Ryan)
- Angel (sorozat) – Winifred 'Fred' Burkle (Amy Acker)
- A S.H.I.E.L.D. ügynökei – Maria Hill – Cobie Smulders
- A tizedik királyság – Virginia Lewis (Kimberly Williams)
- A szultána – Dilruba szultána (Öykü Karayel) (felnőtt)
- A zongorista – Halina (Jessica Kate Meyer)
- Mackótestvér – további magyar hang
- Lucecita – Lucia Escobar (Agustina Cherri)
- Hosszú jegyesség – mesélő (Florence Thomassin)
- Die Hard 4.0 – Legdrágább az életed – Lucy McClane (Mary Elizabeth Winstead)

Kétszer szinkronizálta Lindsay Lohant:
- Egy hisztérika feljegyzései – Lola
- Kicsi kocsi: Tele a tank – Maggie Peyton
- Kuzey Güney – Tűz és víz: Cemre Çayak (Öykü Karayel)

Háromszor szinkronizálta Keira Knightleyt:
- A Karib-tenger kalózai-trilógia – Elizabeth Swann
- Hupikék törpikék – a film – Törpilla
- A három testőr – Milady de Winter (Milla Jovovich)
- Bosszúállók – Maria Hill ügynök (Cobie Smulders)
- Egy hét Marilynnel – Marilyn Monroe (Michelle Williams)
- Jó.Egy – Sonia

## CD, hangoskönyv
- Jo Nesbo: Doktor Proktor pukipora
- Kertész Edina: A rejtélyes kulcs – Pötyi és Pepita 1.
- Roald Dahl: Matilda
- Tóth Krisztina: Felhőmesék

## Díjai
- EMeRTon-díj (1999)
- Súgó Csiga díj (2005)
- Jászai Mari-díj (2006)
- Story Ötcsillag-díj (2008)
- Cosmopolitan-díj (Az év musical-színésznője) (2007)